# Hemeiuș
Hemeiuș – wieś w Rumunii, w okręgu Bacău, w gminie Hemeiuș. W 2011 roku liczyła 1911 mieszkańców.